# Django Reinhardt (film, 1957)
Pour plus de détails, voir Fiche technique et Distribution.
Django Reinhardt est un court-métrage documentaire français réalisé par Paul Paviot, sorti en 1957. 

## Synopsis
La vie et l'itinéraire artistique du célèbre guitariste Django Reinhardt, avec quelques-uns de ses morceaux interprétés notamment par Stéphane Grappelli et Henri Crolla.

## Fiche technique
- Titre : Django Reinhardt
- Réalisation : Paul Paviot
- Scénario : Paul Paviot
- Commentaire : Chris Marker, dit par Yves Montand (texte d'introduction : Jean Cocteau[1])
- Photographie : Marc Fossard et Jean Lehérissey
- Musique : Django Reinhardt
- Montage : Francine Grubert
- Société de production : Pavox Films
- Pays d'origine :  France
- Durée : 26 minutes
- Date de sortie : 1957
- Visa : 20211 (délivré le 31 décembre 1957)